# Tomás Inda Barrera
Tomás Reinaldo Inda Barrera (La Habana, 12 de julio de 1952) es un ingeniero electromecánico, fotógrafo, investigador y profesor cubano, reconocido por su vertiente artística y por su labor docente. Es el director general de la Escuela de Fotografía Creativa de La Habana. Ha realizado exposiciones personales en Cuba, México, Argentina y los Estados Unidos.

## Biografía
Tomás Reinaldo Inda Barrera nació en La Habana. El acercamiento de Inda a la fotografía se produce a la edad de 14 años de la mano del fotógrafo de la escuela donde cursaba sus estudios de secundaria básica. Se inició con la fotografía estenopeica y su primera cámara fue una Smena de 35 mm, totalmente manual, de fabricación soviética
“Empecé a los 14 años cuando estudiaba en la secundaria básica. Estaba en un grupo de niños pintores en Ciudad Escolar Libertad, auspiciados por San Alejandro. En ese círculo de interés enviábamos nuestros cuadros a Vietnam y a otros países amigos. En esa época conocí la fotografía y aprendí cómo se hacía. Allí conocí a un viejo fotógrafo, cuyo nombre ni recuerdo, y él me recomendó que fuera a la biblioteca".
Con 15 años ingresa en el Instituto Técnico Militar de La Habana para estudiar técnico electromecánico de aviación, especialidad de la que dependían las cámaras del avión, lo que le posibilita un acercamiento profesional a la fotografía .
Entre 1983 y 1988 residió en la Unión Soviética junto a su familia. Estancia que aprovechó para experimentar con la fotografía sin restricciones de carácter material. Fue una etapa provechosa en su crecimiento profesional. 
Entre 1991 y 2003 trabajó como especialista en fotografía digital, realizó diversas investigaciones científicas sobre la materia y laboró en un centro de investigaciones para el desarrollo de softwares de procesamiento digital de imágenes. Durante este periodo impartió conferencias sobre la temática en universidades cubanas y varias instituciones científicas.

A partir del 2003 comienza a trabajar en el Instituto Internacional de Periodismo José Martí de La Habana, impartiendo fotografía y PhotoShop en cursos, talleres y diplomados, junto al desaparecido profesor Félix Arencibia, con quien soñó la creación de una academia para enseñar el arte de la fotografía desde todas sus aristas que supliera las necesidades de formación de los profesionales de esta rama.
“Mientras laboré en el Instituto Internacional de Periodismo me sentí parte de la prensa cubana y me di cuenta de que realmente la Facultad de Comunicación Social no prepara fotorreporteros ni fotoperiodistas. Una gran cantidad de universidades del mundo han optado porque sea una carrera independiente. El primer año es común para todas los estudiantes. Luego, en cierto momento, se separan las especialidades de periodismo y fotoperiodismo." 
En 2007 comenzó a impartir ambas asignaturas en el Instituto Superior de Diseño (ISDI) y en 2008 en la Facultad de Comunicación de la Universidad de La Habana (UH).
En los años 2009 y 2010 impartió un taller de fotografía en México en las ciudades de Cancún, Tabasco y Villa Hermosa.
En el 2011 crea la Escuela de Fotografía Creativa de La Habana una iniciativa enfocada en la enseñanza de la fotografía como disciplina de formación técnica y artística.
Tomás Inda es también fundador del curso de fotografía de La Maqueta de La Habana y colabora con diferentes medios digitales. Ha sido jurado en diferentes concursos fotográficos como la Bienal de fotografía “Alfredo Sarabia” y el Premio “Ceiba de La Habana” de la ACCS.
Es miembro de la Unión de Periodistas y Escritores de Cuba (UPEC) y de la Asociación Cubana de Comunicadores Sociales (ACCS).

### Escuela de Fotografía Creativa de La Habana
La Escuela de Fotografía Creativa de La Habana se inaugura oficialmente el 15 de julio de 2011. Agrupa a artistas/profesores de diversas disciplinas que trabajan con el objetivo de facilitar experiencias relacionadas con el arte de la fotografía, profundizando en el conocimiento más actualizado acerca de la técnica y la estética fotográfica.

### Formación profesional
Tomás Inda es graduado de ingeniero electromecánico en la Academia de Aviación Nikolai Egorovich Zhukovskii, Moscú, en la antigua URSS. También curso estudios en el Instituto Técnico Militar (ITM) José Martí de La Habana que le ayudaron a especializarse en la fotografía aérea.

## Exposiciones

### Exposiciones personales
| Año  | Exposición | Notas  |
| 2006 | “Pioneros”/ Instituto Internacional de Periodismo “José Martí”. La Habana, Cuba.                                                                                                 |        |
| 2008 | “Habana de mis sueños” /Galería de la Maqueta de La Habana. La Habana, Cuba. “Habana de mis sueños” /Galería “Auditorio Dr Pedro de Alba”, Encarnación de Díaz, Jalisco, México. |        |
|      | “Atrapando la Alegría”/ Galería del Complejo Cinematográfico Cultural Acapulco. La Habana. Cuba (noviembre).                                                                     |        |
| 2009 | “Malecón” / Galería “Ciudades del Mundo”, La Habana, Cuba |        |
| 2009 | “Habana como es”/ Galería Arte x Arte, Sunchales, Santa Fe, Argentina . | [ 15 ] |
| 2010 | “Habaneras”/ Galería Olmeca, Villa Hermosa, Tabasco, México. |        |
| 2011 | “Ciudad salobre”/ Galería de la Librería Universitaria, Villa Hermosa, Tabasco, México                                                                                           |        |
| 2014 | “Mi Gente como son”/ Galería AVE 25, San Mateo, California, Estados Unidos. |        |
| 2016 | “Mar” / Galería Servando Cabrera, La Habana, Cuba |        |
| 2017 | “Habana de mis sueños”/ Galería “Sala de la diversidad”, La Habana, Cuba | [ 16 ] |
| 2018 | "Habana Real y Maravillosa"/ Museo "Fernando del Paso" de la Universidad de Colima                                                                                               |        |

### Exposiciones colectivas
Ha estado involucrado en diversas exposiciones colectiva en Cuba, Estados Unidos, México, Italia, España y China.
- 2015 - “A la sombra de mi Bandera”. Galería del Memorial “José Martí” La Habana, Cuba.
- 2014 - “Iluminaciones” Galería “Ave 25”. San Mateo. California. Estados Unidos.
- 2012 - “Sweet home a La Habana”, Galería Luz y Oficio, La Habana, Cuba.
- 2011 - Exposición con motivo de la Bienal del Humor. San Antonio de los Baños. Habana.
- 2010 - Planos e identidades. La Habana.[17]
- 2009 - “Rostros habaneros”, Galería del auditorio Dr Pedro de Alba, Encarnación de Díaz, Guadalajara, México.
- 2008 - “De Cuba”, Galería “…”Barcelona, España.
- 2007 - “Fotógrafos emergentes cubanos”, XG Exposure Gallery, New Haven Connecticut, Estados Unidos. (17 mayo-16 junio).
- 2007 - “Expo permanente Presencia de China en Cuba”, Embajada de Cuba en China, Beijín, República Popular China.
- 2007 - “47 años de Logros Revolucionarios”, Casa Memorial Salvador Allende, Habana.
- 2005 - “Che per sempre”, Università di Pavia, Pavia, Italia.
- 2002 - “IV Salón Internacional de Arte Digital”, Centro Cultural Pablo de la Torriente Brau, La Habana.